# Милош Милош
Милош Милошевић (Књажевац, 1. јул 1941 — Лос Анђелес, 30. јануар 1966), познат под псеудонимом Милош Милош, био је српски и амерички глумац, каскадер и телохранитељ глумца Алена Делона.

## Биографија
Милош је потицао из утицајне породице. Његов деда је био градоначелник Књажевца, а отац председник Савеза извозника Југославије. Милошева породица је страдала од стране комунистичких власти и већина њихове приватне имовине је конфискована.
Педесетих година 20. века Милошевић и његов пријатељ Стеван Марковић били су умешани у уличне туче у Београду. У Београду су упознали Алена Делона, који је у Београду снимао Марко Поло, на крају отказани филм. Делон је запослио Милошевића и Марковића као телохранитеље, а Милошевић се касније преселио у Холивуд у Калифорнији.
Као млади холивудски глумац, Милош је најпознатији по наступу совјетског морнаричког официра у комедији Руси долазе, Руси долазе, као и по насловној улози у есперантском хорор филму Инкубус из 1966. године.
Милош је био ожењен Синтијом Боурон од 1964. до 1966. године; имали су једно дете.
Године 1965. Милош је започео аферу са глумицом Барбаром Ен Томасон, која је била отуђена од свог супруга Микија Рунија. Милош и Барбара су пронађени мртви у Рунијевој кући у Лос Анђелесу 1966. године. Званична истрага је показала да је Милош пуцао у Барбару из Рунијевог хромираног револвера калибра 38, а затим извршио самоубиство. Званична истрага изазвала је гласине да су обоје заправо убијени из освете што су имали аферу; међутим, Руни је у тренутку убиства био у болници Сент Џонс у Санта Моники опорављајући се од инфекције којом се заразио на локацији у Манили током снимања филма.

## Филмографија
| Година | Наслов                   | Улога   |
| ------ | ------------------------ | ------- |
| 1966.  | Руси долазе, Руси долазе | Лисенко |
| 1966.  | Инкубус                  | Инкубус |